# احمد عسیری (ژنرال)
ژنرال احمد عسیری (عربی:أحمد حسن محمد عسیری‎) مشاور محمد بن سلمان، ولیعهد عربستان سعودی و معاون سرویس امنیت و اطلاعات خارجی عربستان سعودی تا هنگام برکناری در تاریخ ۲۰ اکتبر ۲۰۱۸ بود. او از ابتدای آغاز حمله نظامی عربستان سعودی به یمن تا تاریخ ۲۷ ژوئیه ۲۰۱۷ سخنگوی این حمله نظامی و یکی از طراحان اصلی این جنگ بود.
در ۱۳ اکتبر از طرف منابع غیررسمی در رسانه‌ها اعلام شد که، قرار است او به عنوان مسئول خودسر قتل جمال خاشقجی معرفی شده و ولیعهد از این اتهام مبری شود. این پیش‌بینی رسانه‌ها یک هفته بعد، پس اعتراف رسمی عربستان سعودی به مرگ خاشقجی و ادعای کشته شدن اشتباهی او در یک مشاجره، با برکناری ژنرال عسیری از همه مسئولیت‌ها تأیید شد.
تحقیقات دادستان ویژه آمریکا دربارهٔ کمپین انتخاباتی ترامپ حضور ژنرال عسیری در جلسات متعدد به عنوان نماینده عربستان سعودی با نمایندگان دونالد ترامپ، برای تضعیف و در نهایت براندازی دولت جمهوری اسلامی از مسیر اقتصادی، اطلاعاتی و نظامی را آشکار کرده‌است. ژنرال عسیری در جلسه ای در ریاض در مارس ۲۰۱۷، برای برنامه‌ریزی انجام عملیاتهای اطلاعاتی با هدف تخریب اقتصاد ایران، با سرمایه‌گذاری ۲ میلیارد دلاری دولت سعودی با چند شرکت خصوصی فعال در این زمینه حضور داشته‌است. در این جلسه دربارهٔ امکان ترور مقامات عالی‌رتبه جمهوری اسلامی ایران به خصوص قاسم سلیمانی توسط شرکتهای حاضر نیز صحبت شده‌است.